# Летіція Нуццо
Летіція Нуццо (італ. Letizia Nuzzo, 12 листопада 1976) — італійська синхронна плавчиня.
Учасниця Олімпійських Ігор 1996 року, де в змаганнях груп у складі своєї збірної посіла 6-те місце.